# Familia LaRocca
Familia din Pittsburgh, cunoscută și sub numele de familia LaRocca sau Mafia din Pittsburgh, este o familie implicată în crima organizată și asociată mafiei americane cu sediul în Pittsburgh, Pennsylvania.

## Istorie

### Șefii din perioada Prohibiției
În Pittsburgh, lumea interlopă italiană a fost împărțită în două facțiuni pe criterii etnice: una era „mafia siciliană” care controla partea de nord⁠(d) și sud⁠(d) a orașului, iar cealaltă era „camorra napolitană” care controla partea de est. La începutul anilor 1920, cele două facțiuni au desfășurat operațiuni de producere și distribuție a băuturilor alcoolice⁠(d). De-a lungul perioadei prohibiției, cele două grupuri s-au luptat pentru controlul cartierelor de imigranți italieni Larimer⁠(d), Homewood⁠(d), Hill District⁠(d) și Downtown⁠(d). În alte suburbii din sud-vestului Pennsylveniei, facțiunile s-au luptat pentru controlarea orașelor New Kensington⁠(d), Arnold⁠(d), Wilkinsburg⁠(d), Wilmerding⁠(d) și Braddock⁠(d). În spre sfârșitul prohibiției, din 1926 până în 1933, au fost comise peste 200 de crime în comitatul Allegheny.
Primul șef al familiei din Pittsburgh a fost Stefano Monastero; acesta distribuia băuturi alcoolice în 1925 prin intermediul unor depozite din partea de nord a orașului. În timpul domniei sale, s-a suspectat că a ordonat bombardarea clădirilor în care facțiunile rivale distribuiau ilegal alcool și că a orchestrat asasinarea rivalului său Luigi „Big Gorilla” Lamendola în mai 1927. Monastero a fost ucis pe 6 august 1929 în fața spitalului Sf. Ioan.
După uciderea lui Monastero, Giuseppe Siragusa a devenit noul șef al familiei din Pittsburgh. Siragusa a emigrat în 1910 din Sicilia în Brooklyn și ulterior în Pittsburgh unde a fabricat și comercializat alcool în comitatul Allegheny. Acsta a devenit cunoscut drept „Baronul Drojdiei” după ce a devenit cel mai mare furnizor de drojdie al producătorilor de bere. Siragusa a fost un apropiat al clanului Castellammarese din New York și i-a plătit tribut lui Salvatore Maranzano. Pe 13 septembrie 1931, Siragusa a fost ucis în casa sa din Squirrel Hill, la doar câteva zile după ce Salvatore Maranzano a fost asasinat.

### Epoca LaRocca
În 1956, John Sebastian LaRocca devine șeful familiei din Pittsburgh ale cărei activități le va controla timp de aproape treizeci de ani.  LaRocca s-a născut în 1901 în Sicilia și s-a mutat în Statele Unite în 1910, iar în 1933 s-a stabilit în Pittsburgh alături de soția sa. A pornit o afacere cu echipamente pentru fabricarea berii și blocuri de beton în Oakland. LaRocca a obținut mai târziu controlul a mai multe operațiuni ilegale și a fost condamnat în mai multe rânduri pentru furt, deținere de bunuri furate și conducerea unei loterii ilegale. În 1953, Serviciul de Imigrare și Naturalizare a încercat să îl deporteze în baza cazierului său judiciar, însă mai multe personalități cunoscute au depus mărturie în numele său și i s-a permis să rămână în țară până la moartea sa în 1984.
În calitate de boss al orașului Pittsburgh, LaRocca a participat la întâlnirea din Apalachin din 1957 alături de capos Gabriel "Kelly" Mannarino și Michael James Genovese. Când poliția a descoperit întâlnirea, LaRocca a reușit să scape de autoritățile federale, dar Mannarino și Genovese au fost arestați. LaRocca și Mannarino au devenit parteneri de afaceri cu șeful familiei din Tampa Santo Trafficante, Jr. în hotelul-cazinou Sans Souci din Havana, Cuba. În 1959, Fidel Castro a preluat conducerea țării și i-a forțat pe toți gangsterii să părăsească țara. LaRocca a devenit un puternic șef al mafiei cu ajutorul mitei, ajungând să controleze politicienii, ofițerii de poliție și alți oficiali din zona Pittsburgh. Familia sa a deținut controlul sindicatelor prin intermediul Local 1058. Influența sa a crescut datorită relațiilor apropiate cu șeful familiei Gambino, Carlo Gambino, șeful familiei Bufalino⁠(d), Russell Bufalino, șeful familiei din Philadelphia⁠(d) , Angelo Bruno și șeful familiei din Kansas City⁠(d), Nick Civella⁠(d). În anii 1960, familia LaRocca a intrat în conflict cu familia din Cleveland⁠(d) odat cu extinderea afacerilor în Youngstown, Ohio⁠(d). În 1964, LaRocca a sprijinit preluarea de către Frank Valenti⁠(d) a familiei Rochester⁠(d) de la Jake Russo. LaRocca a murit pe 3 decembrie 1984.